# هاوار (مجلة)
هاوار (وتعني بالكردية «النجدة») هي مجلة أدبية كردية، أسسها جلادت بدرخان في دمشق، وصدر عددها الأول في 15 مايو 1932، وظلت تصدر حتى 15 أغسطس 1943، ثم توقفت بعد أن صدر منها 57 عددًا. كانت مواد المجلة تُطبع بالحرفين العربي واللاتيني حتى العدد 23، ثم اقتصرت على الحرف اللاتيني منذ عددها الرابع والعشرين. وقد أُطلق على الأبجدية الكردية اللاتينية التي أدخلها جلادت بدرخان واستخدمها في مجلته اسم «أبجدية هاوار» أو «أبجدية بدرخان».